# El Cenizo (Teksas)
El Cenizo je grad u američkoj saveznoj državi Teksas. Prema popisu stanovništva iz 2010. u njemu je živjelo 3.273 stanovnika.